# Seznam letišť v Česku
Seznam letišť v Česku uvádí přehled všech současných letišť v Česku. Zahrnuje civilní letiště, vojenská letiště a plochy pro sportovní létající zařízení, doplňkově jsou uvedeny neúplné výčty bývalých, zaniklých a nedokončených letišť.
Český zákon o civilním letectví 49/1997 Sb. rozděluje letiště jednak na civilní a vojenská, jednak na vnitrostátní a mezinárodní. Civilní letiště pak dále dělí na veřejná a neveřejná. Druh letiště stanovuje a o případných změnách na základě žádosti jeho provozovatele rozhoduje Úřad pro civilní letectví, který také vede evidenci letišť. Sportovní létající zařízení (SLZ) mohou pro vzlety a přistání při pravidelném provozu využívat kromě letišť také plochy určené pro SLZ (často rovněž označovaná jako letiště).
Veřejné letiště přijímá v mezích své technické a provozní způsobilosti všechna letadla. Má stanovenou provozní dobu, její případné změny se musí ohlašovat přes Leteckou informační službu.[zdroj⁠?!] Neveřejné letiště přijímá letadla v mezích své technické a provozní způsobilosti pouze na základě předchozí dohody provozovatele nebo velitele letadla s provozovatelem letiště. Nemusí mít stanovenou provozní dobu a žádná omezení provozu nemusí být okamžitě publikována prostřednictvím Letecké informační služby.[zdroj⁠?!]

## Statistiky hlavních mezinárodních letišť
V tabulce jsou uvedeny počty odbavených cestujících na mezinárodních letištích s pravidelnými linkami nebo pravidelným charterovým provozem.
| Letiště          | ICAO   | IATA   | Počet odbavených cestujících[zdroj⁠?!] | Počet odbavených cestujících[zdroj⁠?!] | Počet odbavených cestujících[zdroj⁠?!] | Počet odbavených cestujících[zdroj⁠?!] | Počet odbavených cestujících[zdroj⁠?!] | Počet odbavených cestujících[zdroj⁠?!] | Počet odbavených cestujících[zdroj⁠?!] | Počet odbavených cestujících[zdroj⁠?!] |
| Letiště          | ICAO   | IATA   | 2017                                  | 2018                                  | 2019                                  | 2020                                  | 2021                                  | 2022                                  | 2023                                  | 2024                                  |
| ---------------- | ------ | ------ | ------------------------------------- | ------------------------------------- | ------------------------------------- | ------------------------------------- | ------------------------------------- | ------------------------------------- | ------------------------------------- | ------------------------------------- |
| Brno/Tuřany      | LKTB   | BRQ    | 470 285                               | 500 727                               | 543 633                               | 86 089                                | 186 368                               | 471 811                               | 686 867                               | 749 153                               |
| České Budějovice | LKCS   | JCL    | —                                     | —                                     | —                                     | —                                     | —                                     | —                                     | cca 10 000                            | cca 55 000                            |
| Karlovy Vary     | LKKV   | KLV    | 21 404                                | 45 003                                | 62 435                                | 17 234                                | 586                                   | 6 922                                 | 11 867                                | 37 990                                |
| Ostrava/Mošnov   | LKMT   | OSR    | 324 116                               | 377 936                               | 323 320                               | 37 709                                | 137 558                               | 286 393                               | 342 932                               | 493 757                               |
| Pardubice        | LKPD   | PED    | 88 490                                | 147 064                               | 102 206                               | 33 901                                | 80 796                                | 82 891                                | 123 119                               | 200 205                               |
| Praha/Ruzyně     | LKPR   | PRG    | 15 415 001                            | 16 797 006                            | 17 804 900                            | 3 665 871                             | 4 388 826                             | 10 734 880                            | 13 828 137                            | 16 353 522                            |
| Celkem           | Celkem | Celkem | 16 319 296                            | 17 868 244                            | 18 836 333                            | 3 841 141                             | 4 794 134                             | 11 582 909                            | cca 15 002 922                        | cca 17 889 627                        |

Vysvětlivky
1. 1 2 3  V letech 2020, 2021 a částečně i 2022 byly počty cestujících ovlivněny pandemií covidu-19.

## Civilní letiště

### Mezinárodní letiště
| Letiště           | ICAO | IATA | Druh        | Druh         | VFR/IFR  | Dráha      | Charakter provozu | Kraj               | Nadmořská výška | Souřadnice                       | Poznámky                             |
| Letiště           | ICAO | IATA | Mezinárodní | Vnitrostátní | VFR/IFR  | Dráha      | Charakter provozu | Kraj               | Nadmořská výška | Souřadnice                       | Poznámky                             |
| ----------------- | ---- | ---- | ----------- | ------------ | -------- | ---------- | ----------------- | ------------------ | --------------- | -------------------------------- | ------------------------------------ |
| Benešov           | LKBE |      | neveřejné   | veřejné      | VFR      | nezpevněná | vš                | Středočeský        | 403 m n. m.     | 49°44′27″ s. š., 14°38′41″ v. d. |                                      |
| Brno/Tuřany       | LKTB | BRQ  | veřejné     | veřejné      | VFR, IFR | zpevněná   | p np vš           | Jihomoravský       | 237 m n. m.     | 49°9′5″ s. š., 16°41′38″ v. d.   |                                      |
| České Budějovice  | LKCS | JCL  | neveřejné   | veřejné      | VFR, IFR | zpevněná   | np vš             | Jihočeský          | 432 m n. m.     | 48°56′47″ s. š., 14°25′39″ v. d. |                                      |
| Havlíčkův Brod    | LKHB |      | neveřejné   | veřejné      | VFR      | nezpevněná | vš                | Vysočina           | 463 m n. m.     | 49°35′50″ s. š., 15°32′57″ v. d. |                                      |
| Hradec Králové    | LKHK |      | neveřejné   | veřejné      | VFR      | zpevněná   | vš                | Královéhradecký    | 241 m n. m.     | 50°15′12″ s. š., 15°50′43″ v. d. |                                      |
| Chomutov          | LKCH |      | neveřejné   | veřejné      | VFR      | nezpevněná | vš                | Ústecký            | 345 m n. m.     | 50°28′8″ s. š., 13°28′5″ v. d.   |                                      |
| Karlovy Vary      | LKKV | KLV  | veřejné     | veřejné      | VFR, IFR | zpevněná   | p np vš           | Karlovarský        | 606 m n. m.     | 50°12′11″ s. š., 12°54′54″ v. d. |                                      |
| Kunovice          | LKKU | UHE  | neveřejné   | neveřejné    | VFR, IFR | zpevněná   | vš                | Zlínský            | 177 m n. m.     | 49°1′46″ s. š., 17°26′23″ v. d.  |                                      |
| Letňany           | LKLT |      | neveřejné   | veřejné      | VFR      | nezpevněná | vš                | Hlavní město Praha | 278 m n. m.     | 50°7′53″ s. š., 14°31′32″ v. d.  |                                      |
| Liberec           | LKLB |      | neveřejné   | neveřejné    | VFR      | nezpevněná | vš                | Liberecký          | 405 m n. m.     | 50°46′6″ s. š., 15°1′30″ v. d.   |                                      |
| Mnichovo Hradiště | LKMH | HRA  | veřejné     | veřejné      | VFR      | zpevněná   | np vš             | Středočeský        | 244 m n. m.     | 50°32′24″ s. š., 15°0′24″ v. d.  |                                      |
| Ostrava/Mošnov    | LKMT | OSR  | veřejné     | veřejné      | VFR, IFR | zpevněná   | p np vš           | Moravskoslezský    | 257 m n. m.     | 49°41′46″ s. š., 18°6′39″ v. d.  | Letiště Leoše Janáčka Ostrava        |
| Pardubice         | LKPD | PED  | veřejné     | veřejné      | VFR, IFR | zpevněná   | np                | Pardubický         | 226 m n. m.     | 50°0′48″ s. š., 15°44′18″ v. d.  | vojenské letiště s civilním provozem |
| Plzeň/Líně        | LKLN |      | neveřejné   | veřejné      | VFR, IFR | zpevněná   | vš lzs            | Plzeňský           | 362 m n. m.     | 49°40′31″ s. š., 13°16′28″ v. d. |                                      |
| Praha/Ruzyně      | LKPR | PRG  | veřejné     | veřejné      | VFR, IFR | zpevněná   | p np vš           | Hlavní město Praha | 376 m n. m.     | 50°6′3″ s. š., 14°15′36″ v. d.   | Letiště Václava Havla Praha          |
| Praha/Vodochody   | LKVO | VOD  | neveřejné   | neveřejné    | VFR, IFR | zpevněná   | vš                | Středočeský        | 280 m n. m.     | 50°13′ s. š., 14°23′44″ v. d.    |                                      |
| Přerov            | LKPO | PRV  | neveřejné   | veřejné      | VFR      | zpevněná   | vš                | Olomoucký          | 206 m n. m.     | 49°25′33″ s. š., 17°24′17″ v. d. |                                      |
| Roudnice          | LKRO |      | neveřejné   | veřejné      | VFR      | nezpevněná | vš                | Ústecký            | 222 m n. m.     | 50°24′38″ s. š., 14°13′34″ v. d. |                                      |
| Vysoké Mýto       | LKVM |      | neveřejné   | veřejné      | VFR      | zpevněná   | vš                | Pardubický         | 301 m n. m.     | 49°55′37″ s. š., 16°11′9″ v. d.  |                                      |

### Vnitrostátní letiště
| Letiště           | ICAO | IATA | Druh      | VFR/IFR | Dráha      | Charakter provozu | Kraj               | Nadmořská výška | Souřadnice                       | Poznámky |
| ----------------- | ---- | ---- | --------- | ------- | ---------- | ----------------- | ------------------ | --------------- | -------------------------------- | -------- |
| Bohuňovice        | LKBO |      | neveřejné | VFR     | nezpevněná | vš                | Olomoucký          | 236 m n. m.     | 49°40′14″ s. š., 17°17′42″ v. d. |          |
| Broumov           | LKBR |      | veřejné   | VFR     | nezpevněná | vš                | Královéhradecký    | 409 m n. m.     | 50°33′43″ s. š., 16°20′34″ v. d. |          |
| Břeclav           | LKBA |      | veřejné   | VFR     | nezpevněná | vš                | Jihomoravský       | 160 m n. m.     | 48°47′27″ s. š., 16°53′33″ v. d. |          |
| Bubovice          | LKBU |      | veřejné   | VFR     | nezpevněná | vš                | Středočeský        | 426 m n. m.     | 49°58′28″ s. š., 14°10′41″ v. d. |          |
| Česká Lípa        | LKCE |      | veřejné   | VFR     | nezpevněná | vš                | Liberecký          | 283 m n. m.     | 50°42′34″ s. š., 14°34′ v. d.    |          |
| Dvůr Králové      | LKDK |      | veřejné   | VFR     | nezpevněná | vš                | Královéhradecký    | 282 m n. m.     | 50°24′51″ s. š., 15°50′13″ v. d. |          |
| Erpužice          | LKER |      | neveřejné | VFR     | nezpevněná | vš                | Plzeňský           | 478 m n. m.     | 49°48′10″ s. š., 13°2′17″ v. d.  |          |
| Frýdlant          | LKFR |      | veřejné   | VFR     | nezpevněná | vš                | Moravskoslezský    | 439 m n. m.     | 49°35′22″ s. š., 18°22′45″ v. d. |          |
| Hodkovice         | LKHD |      | veřejné   | VFR     | nezpevněná | vš                | Liberecký          | 451 m n. m.     | 50°39′26″ s. š., 15°4′40″ v. d.  |          |
| Hořice            | LKHC |      | veřejné   | VFR     | nezpevněná | vš                | Královéhradecký    | 280 m n. m.     | 50°21′24″ s. š., 15°34′38″ v. d. |          |
| Hořovice          | LKHV |      | neveřejné | VFR     | zpevněná   | vš                | Středočeský        | 370 m n. m.     | 49°50′41″ s. š., 13°53′9″ v. d.  |          |
| Hosín             | LKHS |      | veřejné   | VFR     | zpevněná   | vš                | Jihočeský          | 494 m n. m.     | 49°2′24″ s. š., 14°29′42″ v. d.  |          |
| Hranice           | LKHN |      | veřejné   | VFR     | nezpevněná | vš                | Olomoucký          | 243 m n. m.     | 49°32′46″ s. š., 17°42′16″ v. d. |          |
| Cheb              | LKCB |      | veřejné   | VFR     | zpevněná   | vš                | Karlovarský        | 483 m n. m.     | 50°3′59″ s. š., 12°24′46″ v. d.  |          |
| Chotěboř          | LKCT |      | veřejné   | VFR     | nezpevněná | vš                | Vysočina           | 593 m n. m.     | 49°41′9″ s. š., 15°40′34″ v. d.  |          |
| Chrudim           | LKCR |      | veřejné   | VFR     | nezpevněná | vš                | Pardubický         | 298 m n. m.     | 49°56′11″ s. š., 15°46′50″ v. d. |          |
| Jaroměř           | LKJA |      | veřejné   | VFR     | nezpevněná | vš                | Královéhradecký    | 271 m n. m.     | 50°19′53″ s. š., 15°57′14″ v. d. |          |
| Jičín             | LKJC |      | veřejné   | VFR     | nezpevněná | vš                | Královéhradecký    | 263 m n. m.     | 50°25′48″ s. š., 15°19′59″ v. d. |          |
| Jihlava           | LKJI |      | veřejné   | VFR     | nezpevněná | vš                | Vysočina           | 555 m n. m.     | 49°25′11″ s. š., 15°38′8″ v. d.  |          |
| Jindřichův Hradec | LKJH |      | veřejné   | VFR     | zpevněná   | vš                | Jihočeský          | 513 m n. m.     | 49°9′3″ s. š., 14°58′18″ v. d.   |          |
| Kladno            | LKKL |      | veřejné   | VFR     | nezpevněná | vš                | Středočeský        | 433 m n. m.     | 50°6′46″ s. š., 14°5′23″ v. d.   |          |
| Klatovy           | LKKT |      | veřejné   | VFR     | nezpevněná | vš                | Plzeňský           | 396 m n. m.     | 49°25′6″ s. š., 13°19′19″ v. d.  |          |
| Kolín             | LKKO |      | veřejné   | VFR     | nezpevněná | vš                | Středočeský        | 282 m n. m.     | 50°0′7″ s. š., 15°10′24″ v. d.   |          |
| Krnov             | LKKR |      | veřejné   | VFR     | nezpevněná | vš                | Moravskoslezský    | 367 m n. m.     | 50°4′28″ s. š., 17°41′43″ v. d.  |          |
| Kroměříž          | LKKM |      | neveřejné | VFR     | nezpevněná | vš                | Zlínský            | 188 m n. m.     | 49°17′8″ s. š., 17°24′57″ v. d.  |          |
| Křižanov          | LKKA |      | veřejné   | VFR     | nezpevněná | vš                | Vysočina           | 559 m n. m.     | 49°22′6″ s. š., 16°6′58″ v. d.   |          |
| Kyjov             | LKKY |      | veřejné   | VFR     | nezpevněná | vš                | Jihomoravský       | 209 m n. m.     | 48°58′48″ s. š., 17°7′29″ v. d.  |          |
| Letkov            | LKPL |      | veřejné   | VFR     | nezpevněná | vš                | Plzeňský           | 419 m n. m.     | 49°43′23″ s. š., 13°27′8″ v. d.  |          |
| Luhačovice        | LKLU |      | veřejné   | VFR     | nezpevněná | vš                | Zlínský            | 344 m n. m.     | 49°5′32″ s. š., 17°43′29″ v. d.  |          |
| Mariánské Lázně   | LKMR | MKA  | veřejné   | VFR     | nezpevněná | vš                | Karlovarský        | 539 m n. m.     | 49°55′22″ s. š., 12°43′29″ v. d. |          |
| Medlánky          | LKCM |      | veřejné   | VFR     | nezpevněná | vš                | Jihomoravský       | 282 m n. m.     | 49°14′13″ s. š., 16°33′19″ v. d. |          |
| Mikulovice        | LKMI |      | veřejné   | VFR     | nezpevněná | vš                | Olomoucký          | 419 m n. m.     | 50°18′6″ s. š., 17°17′51″ v. d.  |          |
| Mladá Boleslav    | LKMB |      | veřejné   | VFR     | nezpevněná | vš                | Středočeský        | 233 m n. m.     | 50°23′54″ s. š., 14°53′54″ v. d. |          |
| Moravská Třebová  | LKMK |      | veřejné   | VFR     | zpevněná   | vš                | Pardubický         | 403 m n. m.     | 49°47′54″ s. š., 16°41′16″ v. d. |          |
| Most              | LKMO |      | veřejné   | VFR     | nezpevněná | vš                | Ústecký            | 331 m n. m.     | 50°31′30″ s. š., 13°40′59″ v. d. |          |
| Nové Město        | LKNM |      | veřejné   | VFR     | nezpevněná | vš                | Královéhradecký    | 305 m n. m.     | 50°21′51″ s. š., 16°6′49″ v. d.  |          |
| Olomouc           | LKOL | OLO  | veřejné   | VFR     | zpevněná   | vš                | Olomoucký          | 265 m n. m.     | 49°35′14″ s. š., 17°12′36″ v. d. |          |
| Panenský Týnec    | LKPC |      | veřejné   | VFR     | zpevněná   | vš                | Ústecký            | 368 m n. m.     | 50°18′23″ s. š., 13°56′6″ v. d.  |          |
| Plasy             | LKPS |      | veřejné   | VFR     | nezpevněná | vš                | Plzeňský           | 437 m n. m.     | 49°55′13″ s. š., 13°22′37″ v. d. |          |
| Podhořany         | LKPN |      | veřejné   | VFR     | nezpevněná | vš                | Pardubický         | 381 m n. m.     | 49°56′21″ s. š., 15°32′59″ v. d. |          |
| Polička           | LKPA |      | veřejné   | VFR     | nezpevněná | vš                | Pardubický         | 603 m n. m.     | 49°44′22″ s. š., 16°15′32″ v. d. |          |
| Prostějov         | LKPJ |      | neveřejné | VFR     | nezpevněná | vš                | Olomoucký          | 214 m n. m.     | 49°26′52″ s. š., 17°8′2″ v. d.   |          |
| Příbram           | LKPM |      | veřejné   | VFR     | zpevněná   | vš                | Středočeský        | 466 m n. m.     | 49°43′12″ s. š., 14°6′1″ v. d.   |          |
| Přibyslav         | LKPI |      | veřejné   | VFR     | nezpevněná | vš                | Vysočina           | 531 m n. m.     | 49°34′51″ s. š., 15°45′46″ v. d. |          |
| Rakovník          | LKRK |      | veřejné   | VFR     | nezpevněná | vš                | Středočeský        | 388 m n. m.     | 50°5′39″ s. š., 13°41′20″ v. d.  |          |
| Raná              | LKRA |      | veřejné   | VFR     | nezpevněná | vš                | Ústecký            | 269 m n. m.     | 50°24′14″ s. š., 13°45′7″ v. d.  |          |
| Rokycany          | LKRY |      | neveřejné | VFR     | nezpevněná | vš                | Plzeňský           | 405 m n. m.     | 49°45′7″ s. š., 13°35′23″ v. d.  |          |
| Sazená            | LKSZ |      | veřejné   | VFR     | nezpevněná | vš                | Středočeský        | 233 m n. m.     | 50°19′29″ s. š., 14°15′32″ v. d. |          |
| Skuteč            | LKSK |      | veřejné   | VFR     | nezpevněná | vš                | Pardubický         | 488 m n. m.     | 49°49′40″ s. š., 16°0′21″ v. d.  |          |
| Slaný             | LKSN |      | veřejné   | VFR     | nezpevněná | vš                | Středočeský        | 329 m n. m.     | 50°13′ s. š., 14°5′19″ v. d.     |          |
| Soběslav          | LKSO |      | veřejné   | VFR     | nezpevněná | vš                | Jihočeský          | 407 m n. m.     | 49°14′48″ s. š., 14°42′49″ v. d. |          |
| Staňkov           | LKSA |      | veřejné   | VFR     | nezpevněná | vš                | Plzeňský           | 428 m n. m.     | 49°34′ s. š., 13°2′55″ v. d.     |          |
| Stichovice        | LKSB |      | neveřejné | VFR     | nezpevněná | vš                | Olomoucký          | 255 m n. m.     | 49°29′10″ s. š., 17°3′20″ v. d.  |          |
| Strakonice        | LKST |      | veřejné   | VFR     | nezpevněná | vš                | Jihočeský          | 420 m n. m.     | 49°15′6″ s. š., 13°53′34″ v. d.  |          |
| Strunkovice       | LKSR |      | veřejné   | VFR     | nezpevněná | vš                | Jihočeský          | 477 m n. m.     | 49°4′57″ s. š., 14°4′33″ v. d.   |          |
| Šumperk           | LKSU |      | veřejné   | VFR     | nezpevněná | vš                | Olomoucký          | 335 m n. m.     | 49°57′38″ s. š., 17°1′4″ v. d.   |          |
| Tábor             | LKTA |      | veřejné   | VFR     | nezpevněná | vš                | Jihočeský          | 439 m n. m.     | 49°23′28″ s. š., 14°42′30″ v. d. |          |
| Tachov            | LKTD |      | neveřejné | VFR     | nezpevněná | vš                | Plzeňský           | 500 m n. m.     | 49°47′52″ s. š., 12°42′25″ v. d. |          |
| Točná             | LKTC |      | neveřejné | VFR     | nezpevněná | vš                | Hlavní město Praha | 313 m n. m.     | 49°59′7″ s. š., 14°25′32″ v. d.  |          |
| Toužim            | LKTO |      | veřejné   | VFR     | nezpevněná | vš                | Karlovarský        | 647 m n. m.     | 50°5′11″ s. š., 12°57′10″ v. d.  |          |
| Ústí nad Labem    | LKUL |      | neveřejné | VFR     | nezpevněná | vš                | Ústecký            | 240 m n. m.     | 50°41′59″ s. š., 13°58′11″ v. d. |          |
| Ústí nad Orlicí   | LKUO |      | veřejné   | VFR     | nezpevněná | vš                | Pardubický         | 409 m n. m.     | 49°58′43″ s. š., 16°25′35″ v. d. |          |
| Velké Poříčí      | LKVP |      | veřejné   | VFR     | nezpevněná | vš                | Královéhradecký    | 404 m n. m.     | 50°28′4″ s. š., 16°12′20″ v. d.  |          |
| Vlašim            | LKVL |      | veřejné   | VFR     | nezpevněná | vš                | Středočeský        | 433 m n. m.     | 49°43′44″ s. š., 14°52′44″ v. d. |          |
| Vrchlabí          | LKVR |      | veřejné   | VFR     | nezpevněná | vš                | Královéhradecký    | 491 m n. m.     | 50°37′27″ s. š., 15°38′47″ v. d. |          |
| Vyškov            | LKVY |      | veřejné   | VFR     | nezpevněná | vš                | Jihomoravský       | 279 m n. m.     | 49°18′1″ s. š., 17°1′31″ v. d.   |          |
| Zábřeh            | LKZA | ZBE  | veřejné   | VFR     | zpevněná   | vš                | Moravskoslezský    | 242 m n. m.     | 49°55′42″ s. š., 18°4′42″ v. d.  |          |
| Zbraslavice       | LKZB |      | veřejné   | VFR     | nezpevněná | vš                | Středočeský        | 493 m n. m.     | 49°48′51″ s. š., 15°12′6″ v. d.  |          |
| Zlín              | LKZL |      | neveřejné | VFR     | zpevněná   | vš                | Zlínský            | 184 m n. m.     | 49°11′54″ s. š., 17°31′4″ v. d.  |          |
| Znojmo            | LKZN |      | neveřejné | VFR     | nezpevněná | vš                | Jihomoravský       | 252 m n. m.     | 48°49′4″ s. š., 16°3′57″ v. d.   |          |
| Žamberk           | LKZM |      | veřejné   | VFR     | nezpevněná | vš                | Pardubický         | 429 m n. m.     | 50°5′2″ s. š., 16°26′38″ v. d.   |          |
| Žatec/Macerka     | LKZD |      | neveřejné | VFR     | nezpevněná | vš                | Ústecký            | 269 m n. m.     | 50°19′3″ s. š., 13°30′46″ v. d.  |          |

## Vojenská letiště
Všechna uvedená vojenská letiště jsou mezinárodní.
| Letiště   | ICAO | VFR/IFR  | Dráha    | Kraj               | Nadmořská výška | Souřadnice                       | Poznámky           |
| --------- | ---- | -------- | -------- | ------------------ | --------------- | -------------------------------- | ------------------ |
| Čáslav    | LKCV | VFR, IFR | zpevněná | Středočeský        | 242 m n. m.     | 49°56′27″ s. š., 15°22′57″ v. d. |                    |
| Kbely     | LKKB | VFR, IFR | zpevněná | Hlavní město Praha | 286 m n. m.     | 50°7′19″ s. š., 14°32′34″ v. d.  |                    |
| Náměšť    | LKNA | VFR, IFR | zpevněná | Vysočina           | 472 m n. m.     | 49°10′ s. š., 16°7′30″ v. d.     |                    |
| Pardubice | LKPD | VFR, IFR | zpevněná | Pardubický         | 226 m n. m.     | 50°0′48″ s. š., 15°44′18″ v. d.  | též civilní provoz |

## Plochy pro sportovní létající zařízení
| Plocha                   | Kód    | Druh      | Dráha      | Kraj            | Nadmořská výška | Souřadnice                       | Poznámky           |
| ------------------------ | ------ | --------- | ---------- | --------------- | --------------- | -------------------------------- | ------------------ |
| Bánov                    | LKBANO | neveřejná | zpevněná   | Zlínský         | 307 m n. m.     | 48°59′ s. š., 17°42′16″ v. d.    |                    |
| Bitozeves                | LKBITO | neveřejná | nezpevněná | Ústecký         | 233 m n. m.     | 50°22′22″ s. š., 13°38′2″ v. d.  |                    |
| Bobrová                  | LKBOBR | neveřejná | nezpevněná | Vysočina        | 562 m n. m.     | 49°29′43″ s. š., 16°6′7″ v. d.   |                    |
| Bojkovice                | LKBOJK | neveřejná | nezpevněná | Zlínský         | 340 m n. m.     | 49°1′49″ s. š., 17°49′2″ v. d.   |                    |
| Boleradice               | LKBOLE | neveřejná | nezpevněná | Jihomoravský    | 198 m n. m.     | 48°57′43″ s. š., 16°49′54″ v. d. |                    |
| Borek                    | LKBORE | neveřejná | nezpevněná | Středočeský     | 170 m n. m.     | 50°12′39″ s. š., 14°39′27″ v. d. |                    |
| Borovník                 | LKBORO | neveřejná | nezpevněná | Jihomoravský    | 520 m n. m.     | 49°21′29″ s. š., 16°14′35″ v. d. |                    |
| Boršice                  | LKBORS | neveřejná | zpevněná   | Zlínský         | 196 m n. m.     | 49°3′5″ s. š., 17°22′3″ v. d.    |                    |
| Bořitov                  | LKBORI | neveřejná | nezpevněná | Jihomoravský    | 384 m n. m.     | 49°26′10″ s. š., 16°35′39″ v. d. |                    |
| Brťov                    | LKBRTO | neveřejná | nezpevněná | Jihomoravský    | 491 m n. m.     | 49°24′39″ s. š., 16°29′58″ v. d. |                    |
| Brusné                   | LKBRUS | neveřejná | nezpevněná | Zlínský         | 315 m n. m.     | 49°22′4″ s. š., 17°39′9″ v. d.   |                    |
| Březí Falcon             | LKBREZ | neveřejná | nezpevněná | Vysočina        | 512 m n. m.     | 49°20′18″ s. š., 16°13′58″ v. d. |                    |
| Budíškovice              | LKBUDI | neveřejná | zpevněná   | Jihočeský       | 534 m n. m.     | 49°4′32″ s. š., 15°32′47″ v. d.  |                    |
| Budkovice                | LKBUDK | neveřejná | nezpevněná | Jihomoravský    | 265 m n. m.     | 49°4′43″ s. š., 16°21′21″ v. d.  |                    |
| Buranos Aires            | LKBURA | neveřejná | nezpevněná | Středočeský     | 380 m n. m.     | 50°0′31″ s. š., 14°2′21″ v. d.   |                    |
| Bynovec                  | LKBYNO | neveřejná | nezpevněná | Ústecký         | 386 m n. m.     | 50°49′19″ s. š., 14°16′17″ v. d. |                    |
| Bystřice nad Pernštejnem | LKBYST | veřejná   | nezpevněná | Vysočina        | 592 m n. m.     | 49°31′22″ s. š., 16°13′56″ v. d. |                    |
| Částkovice               | LKCAST | neveřejná | zpevněná   | Vysočina        | 587 m n. m.     | 49°24′33″ s. š., 15°8′39″ v. d.  |                    |
| Čebín                    | LKCEBI | neveřejná | nezpevněná | Jihomoravský    | 306 m n. m.     | 49°19′8″ s. š., 16°29′48″ v. d.  |                    |
| Česká Třebová            | LKCTRE | neveřejná | nezpevněná | Pardubický      | 412 m n. m.     | 49°54′36″ s. š., 16°27′19″ v. d. |                    |
| Český Dub                | LKCDUB | neveřejná | nezpevněná | Liberecký       | 397 m n. m.     | 50°40′41″ s. š., 14°59′59″ v. d. |                    |
| Dětřichov Oáza           | LKDETR | neveřejná | nezpevněná | Olomoucký       | 229 m n. m.     | 49°43′45″ s. š., 17°7′5″ v. d.   |                    |
| Doudleby                 | LKDOUD | neveřejná | nezpevněná | Jihočeský       | 470 m n. m.     | 48°53′6″ s. š., 14°29′11″ v. d.  |                    |
| Druzcov u Lípy           | LKDRUZ | neveřejná | nezpevněná | Liberecký       | 460 m n. m.     | 50°43′41″ s. š., 14°55′29″ v. d. |                    |
| Důlky                    | LKDULK | neveřejná | nezpevněná | Středočeský     | 220 m n. m.     | 50°4′36″ s. š., 15°24′13″ v. d.  |                    |
| Dušníky                  | LKDUSN | veřejná   | nezpevněná | Ústecký         | 222 m n. m.     | 50°24′46″ s. š., 14°11′53″ v. d. |                    |
| Frymburk                 | LKFRYM | neveřejná | nezpevněná | Jihočeský       | 798 m n. m.     | 48°41′55″ s. š., 14°11′51″ v. d. |                    |
| Hatě Excalibur           | LKEXCA | neveřejná | nezpevněná | Jihomoravský    | 237 m n. m.     | 48°45′42″ s. š., 16°3′19″ v. d.  |                    |
| Hať u Hlučína            | LKHATH | neveřejná | nezpevněná | Moravskoslezský | 236 m n. m.     | 49°57′ s. š., 18°15′53″ v. d.    |                    |
| Hláska                   | LKHLAS | neveřejná | nezpevněná | Jihočeský       | 436 m n. m.     | 49°4′ s. š., 14°14′29″ v. d.     |                    |
| Horní Počaply            | LKPOCA | neveřejná | nezpevněná | Středočeský     | 160 m n. m.     | 50°25′5″ s. š., 14°23′3″ v. d.   |                    |
| Horní Přím               | LKPRIM | neveřejná | nezpevněná | Královéhradecký | 270 m n. m.     | 50°13′46″ s. š., 15°42′13″ v. d. |                    |
| Hory                     | LKHORY | neveřejná | nezpevněná | Karlovarský     | 502 m n. m.     | 50°13′1″ s. š., 12°46′37″ v. d.  |                    |
| Hradčany                 | LKHRAD | neveřejná | zpevněná   | Liberecký       | 278 m n. m.     | 50°37′10″ s. š., 14°43′58″ v. d. | dříve letiště LKHR |
| Charvátce                | LKCHAR | neveřejná | nezpevněná | Ústecký         | 281 m n. m.     | 50°26′ s. š., 13°48′39″ v. d.    |                    |
| Choceň                   | LKCHOC | veřejná   | nezpevněná | Pardubický      | 264 m n. m.     | 49°58′38″ s. š., 16°11′7″ v. d.  | dříve letiště LKCO |
| Chornice                 | LKCHOR | neveřejná | nezpevněná | Pardubický      | 330 m n. m.     | 49°41′9″ s. š., 16°43′53″ v. d.  |                    |
| Choteč                   | LKCHOT | veřejná   | nezpevněná | Královéhradecký | 328 m n. m.     | 50°26′2″ s. š., 15°31′50″ v. d.  |                    |
| Chotěšov                 | LKCHOV | veřejná   | zpevněná   | Plzeňský        | 368 m n. m.     | 49°39′6″ s. š., 13°11′23″ v. d.  |                    |
| Chrášťany                | LKCHRA | neveřejná | zpevněná   | Středočeský     | 268 m n. m.     | 50°3′31″ s. š., 14°55′23″ v. d.  |                    |
| Chřibská                 | LKCHRI | neveřejná | nezpevněná | Ústecký         | 383 m n. m.     | 50°51′29″ s. š., 14°28′ v. d.    |                    |
| Chvojenec                | LKCHVO | neveřejná | nezpevněná | Pardubický      | 242 m n. m.     | 50°6′31″ s. š., 15°55′38″ v. d.  |                    |
| Jehnědí                  | LKJEHN | neveřejná | nezpevněná | Pardubický      | 450 m n. m.     | 49°57′54″ s. š., 16°18′35″ v. d. |                    |
| Kaplice                  | LKKAPL | neveřejná | nezpevněná | Jihočeský       | 640 m n. m.     | 48°43′8″ s. š., 14°27′1″ v. d.   |                    |
| Kejžlice                 | LKKEJZ | neveřejná | nezpevněná | Vysočina        | 486 m n. m.     | 49°35′32″ s. š., 15°24′5″ v. d.  |                    |
| Kostomlaty               | LKKOST | neveřejná | nezpevněná | Středočeský     | 213 m n. m.     | 50°12′29″ s. š., 14°55′43″ v. d. |                    |
| Košice u Tábora          | LKKOSI | neveřejná | nezpevněná | Jihočeský       | 462 m n. m.     | 49°19′5″ s. š., 14°44′57″ v. d.  |                    |
| Kotvrdovice              | LKKOTV | veřejná   | nezpevněná | Jihomoravský    | 567 m n. m.     | 49°21′51″ s. š., 16°47′3″ v. d.  |                    |
| Kozmice                  | LKKOZY | neveřejná | nezpevněná | Moravskoslezský | 270 m n. m.     | 49°54′48″ s. š., 18°9′51″ v. d.  |                    |
| Kramolín                 | LKKRAM | veřejná   | zpevněná   | Jihočeský       | 503 m n. m.     | 48°54′54″ s. š., 14°43′35″ v. d. |                    |
| Kraví Hora               | LKKRAV | neveřejná | nezpevněná | Jihomoravský    | 178 m n. m.     | 48°55′1″ s. š., 16°50′29″ v. d.  |                    |
| Krpy                     | LKKRPY | neveřejná | nezpevněná | Středočeský     | 245 m n. m.     | 50°19′39″ s. š., 14°39′49″ v. d. |                    |
| Křelovice-Jiřičky        | LKJIRI | neveřejná | nezpevněná | Vysočina        | 513 m n. m.     | 49°33′8″ s. š., 15°9′20″ v. d.   |                    |
| Kříženec                 | LKKRIZ | neveřejná | zpevněná   | Plzeňský        | 633 m n. m.     | 49°52′15″ s. š., 12°46′26″ v. d. | dříve letiště LKKC |
| Kunětice                 | LKKUNE | neveřejná | nezpevněná | Pardubický      | 219 m n. m.     | 50°4′6″ s. š., 15°48′44″ v. d.   |                    |
| Letovice                 | LKLETO | veřejná   | nezpevněná | Jihomoravský    | 380 m n. m.     | 49°32′48″ s. š., 16°35′55″ v. d. |                    |
| Libáň                    | LKLIBA | neveřejná | nezpevněná | Královéhradecký | 225 m n. m.     | 50°22′14″ s. š., 15°12′4″ v. d.  |                    |
| Lochousice               | LKLOCH | neveřejná | nezpevněná | Plzeňský        | 393 m n. m.     | 49°40′30″ s. š., 13°5′58″ v. d.  |                    |
| Lomnice nad Popelkou     | LKLOMN | neveřejná | nezpevněná | Liberecký       | 510 m n. m.     | 50°32′24″ s. š., 15°23′17″ v. d. |                    |
| Loučeň                   | LKLOUC | neveřejná | nezpevněná | Středočeský     | 194 m n. m.     | 50°16′45″ s. š., 15°3′40″ v. d.  |                    |
| Bečov                    | LKLUKL | neveřejná | nezpevněná | Ústecký         | 662 m n. m.     | 50°30′40″ s. š., 13°20′21″ v. d. |                    |
| Milovice                 | LKMILO | neveřejná | nezpevněná | Středočeský     | 199 m n. m.     | 50°14′16″ s. š., 14°54′37″ v. d. | dříve letiště LKML |
| Miroslav                 | LKMIRO | veřejná   | nezpevněná | Jihomoravský    | 238 m n. m.     | 48°55′53″ s. š., 16°17′55″ v. d. |                    |
| Miroslav AirCon          | LKMIRA | veřejná   | nezpevněná | Jihomoravský    | 218 m n. m.     | 48°55′54″ s. š., 16°20′23″ v. d. |                    |
| Místek                   | LKMIST | neveřejná | nezpevněná | Moravskoslezský | 325 m n. m.     | 49°39′3″ s. š., 18°20′47″ v. d.  |                    |
| Mladá                    | LKMLAD | neveřejná | nezpevněná | Středočeský     | 225 m n. m.     | 50°14′37″ s. š., 14°51′20″ v. d. |                    |
| Moravský Beroun          | LKMBER | neveřejná | zpevněná   | Olomoucký       | 676 m n. m.     | 49°47′10″ s. š., 17°29′10″ v. d. |                    |
| Nabočany                 | LKNABO | neveřejná | zpevněná   | Pardubický      | 273 m n. m.     | 49°56′46″ s. š., 15°53′44″ v. d. |                    |
| Náchod                   | LKNACH | neveřejná | nezpevněná | Královéhradecký | 440 m n. m.     | 50°24′47″ s. š., 16°7′18″ v. d.  |                    |
| Napajedla                | LKNAPA | neveřejná | nezpevněná | Plzeňský        | 537 m n. m.     | 49°11′55″ s. š., 13°36′ v. d.    |                    |
| Neplachov                | LKNEPL | neveřejná | nezpevněná | Jihočeský       | 432 m n. m.     | 49°8′27″ s. š., 14°36′31″ v. d.  |                    |
| Nová Včelnice            | LKNVCE | neveřejná | nezpevněná | Jihočeský       | 540 m n. m.     | 49°16′2″ s. š., 15°4′40″ v. d.   |                    |
| Nučice                   | LKNUCI | neveřejná | nezpevněná | Středočeský     | 419 m n. m.     | 49°57′4″ s. š., 14°52′12″ v. d.  |                    |
| Nymburk                  | LKNYMB | neveřejná | zpevněná   | Středočeský     | 186 m n. m.     | 50°10′9″ s. š., 15°3′8″ v. d.    | dříve letiště LKNY |
| Opava                    | LKOPAV | neveřejná | nezpevněná | Moravskoslezský | 266 m n. m.     | 49°56′26″ s. š., 17°59′10″ v. d. |                    |
| Osičiny                  | LKOSIC | neveřejná | nezpevněná | Středočeský     | 390 m n. m.     | 50°0′57″ s. š., 14°46′20″ v. d.  |                    |
| Ostrov                   | LKOSTR | neveřejná | nezpevněná | Karlovarský     | 511 m n. m.     | 50°20′11″ s. š., 12°58′11″ v. d. |                    |
| Panoší Újezd             | LKPANO | neveřejná | nezpevněná | Středočeský     | 475 m n. m.     | 50°2′19″ s. š., 13°41′49″ v. d.  |                    |
| Pěnčín                   | LKPENC | neveřejná | nezpevněná | Olomoucký       | 371 m n. m.     | 49°34′6″ s. š., 16°59′56″ v. d.  |                    |
| Písek-Krašovice          | LKPISK | neveřejná | zpevněná   | Jihočeský       | 412 m n. m.     | 49°20′22″ s. š., 14°6′50″ v. d.  | dříve letiště LKPK |
| Plešnice                 | LKPLES | neveřejná | zpevněná   | Plzeňský        | 408 m n. m.     | 49°46′19″ s. š., 13°9′40″ v. d.  |                    |
| Polepy                   | LKPOLE | neveřejná | nezpevněná | Ústecký         | 212 m n. m.     | 50°31′13″ s. š., 14°16′21″ v. d. |                    |
| Praha Jeneč              | LKJENE | neveřejná | nezpevněná | Středočeský     | 379 m n. m.     | 50°4′57″ s. š., 14°13′21″ v. d.  |                    |
| Rabí                     | LKRABI | neveřejná | nezpevněná | Plzeňský        | 451 m n. m.     | 49°16′30″ s. š., 13°37′40″ v. d. |                    |
| Radovesice               | LKRADO | neveřejná | nezpevněná | Ústecký         | 164 m n. m.     | 50°24′32″ s. š., 14°5′2″ v. d.   |                    |
| Ramš                     | LKRAMS | neveřejná | nezpevněná | Liberecký       | 300 m n. m.     | 50°38′30″ s. š., 14°32′29″ v. d. |                    |
| Rohozec                  | LKROHO | neveřejná | nezpevněná | Středočeský     | 207 m n. m.     | 49°58′55″ s. š., 15°23′34″ v. d. |                    |
| Říčany                   | LKRICA | neveřejná | nezpevněná | Středočeský     | 377 m n. m.     | 49°58′28″ s. š., 14°38′59″ v. d. |                    |
| Sázava                   | LKSAZA | neveřejná | nezpevněná | Středočeský     | 410 m n. m.     | 49°53′16″ s. š., 14°56′22″ v. d. |                    |
| Sazomín                  | LKSAZO | neveřejná | nezpevněná | Vysočina        | 557 m n. m.     | 49°30′31″ s. š., 15°58′16″ v. d. |                    |
| Sedliště                 | LKSEDL | neveřejná | nezpevněná | Moravskoslezský | 345 m n. m.     | 49°43′20″ s. š., 18°22′29″ v. d. |                    |
| Slezská Harta            | LKHART | neveřejná | nezpevněná | Moravskoslezský | 511 m n. m.     | 49°54′30″ s. š., 17°32′12″ v. d. |                    |
| Slušovice                | LKSLUS | neveřejná | zpevněná   | Zlínský         | 355 m n. m.     | 49°15′32″ s. š., 17°48′48″ v. d. |                    |
| Strážnice                | LKSTRZ | neveřejná | nezpevněná | Jihomoravský    | 187 m n. m.     | 48°53′16″ s. š., 17°17′40″ v. d. |                    |
| Studenec                 | LKSTUD | neveřejná | nezpevněná | Liberecký       | 550 m n. m.     | 50°32′58″ s. š., 15°32′10″ v. d. |                    |
| Štětí                    | LKSTET | neveřejná | nezpevněná | Ústecký         | 240 m n. m.     | 50°27′54″ s. š., 14°24′22″ v. d. |                    |
| Šumvald                  | LKSUMV | neveřejná | nezpevněná | Olomoucký       | 275 m n. m.     | 49°50′43″ s. š., 17°8′17″ v. d.  |                    |
| Teplice                  | LKTEPL | veřejná   | nezpevněná | Ústecký         | 350 m n. m.     | 50°37′15″ s. š., 13°48′38″ v. d. |                    |
| Terezín                  | LKTERE | neveřejná | nezpevněná | Ústecký         | 147 m n. m.     | 50°31′10″ s. š., 14°9′21″ v. d.  |                    |
| Trnávka                  | LKTRNA | neveřejná | nezpevněná | Moravskoslezský | 280 m n. m.     | 49°41′30″ s. š., 18°9′51″ v. d.  |                    |
| Trutnov                  | LKTRUT | neveřejná | nezpevněná | Královéhradecký | 454 m n. m.     | 50°34′3″ s. š., 15°51′55″ v. d.  |                    |
| Třebíč                   | LKTREB | neveřejná | nezpevněná | Vysočina        | 484 m n. m.     | 49°11′54″ s. š., 15°54′11″ v. d. |                    |
| Třebihošť                | LKTRBH | neveřejná | nezpevněná | Královéhradecký | 495 m n. m.     | 50°26′7″ s. š., 15°41′35″ v. d.  |                    |
| Velké Pavlovice          | LKPAVL | neveřejná | nezpevněná | Jihomoravský    | 172 m n. m.     | 48°52′50″ s. š., 16°49′30″ v. d. |                    |
| Veselí u Přelouče        | LKVESE | neveřejná | nezpevněná | Pardubický      | 240 m n. m.     | 50°0′25″ s. š., 15°37′4″ v. d.   |                    |
| Vrátkov                  | LKVRAT | neveřejná | nezpevněná | Středočeský     | 315 m n. m.     | 50°2′23″ s. š., 14°49′19″ v. d.  |                    |
| Všeň                     | LKVSEN | neveřejná | nezpevněná | Liberecký       | 250 m n. m.     | 50°33′19″ s. š., 15°5′38″ v. d.  |                    |
| Záhoří                   | LKZAHO | neveřejná | nezpevněná | Olomoucký       | 317 m n. m.     | 49°27′59″ s. š., 17°39′55″ v. d. |                    |
| Zlín-Štípa               | LKSTIP | neveřejná | zpevněná   | Zlínský         | 336 m n. m.     | 49°16′22″ s. š., 17°44′47″ v. d. |                    |
| Zvole Western            | LKMLYN | neveřejná | nezpevněná | Vysočina        | 516 m n. m.     | 49°28′54″ s. š., 16°10′23″ v. d. |                    |

## Bývalá a zaniklá letiště
| Letiště           | ICAO | IATA | Kraj            | Nadmořská výška | Souřadnice                       | Poznámky                                |
| ----------------- | ---- | ---- | --------------- | --------------- | -------------------------------- | --------------------------------------- |
| Bechyně           | LKBC |      | Jihočeský       | 432 m n. m.     | 49°16′26″ s. š., 14°30′15″ v. d. | vojenské letiště                        |
| Blatná-Tchořovice | LKBL |      | Jihočeský       | 470 m n. m.     | 49°25′53″ s. š., 13°47′48″ v. d. | vojenské letiště                        |
| Černovice         | LKCL |      | Jihomoravský    | ~240 m n. m.    | 49°10′45″ s. š., 16°39′42″ v. d. |                                         |
| Holešov           | LKHO | GTW  | Zlínský         | ~220 m n. m.    | 49°19′ s. š., 17°34′16″ v. d.    |                                         |
| Hrabůvka          |      |      | Moravskoslezský | ~240 m n. m.    | 49°46′53″ s. š., 18°15′21″ v. d. |                                         |
| Měřín             |      |      | Vysočina        | ~510 m n. m.    | 49°22′56″ s. š., 15°56′7″ v. d.  | vojenské letiště, letištní úsek dálnice |
| Pacov-Kámen       | LKPV |      | Vysočina        | 589 m n. m.     | 49°25′6″ s. š., 14°59′55″ v. d.  | vojenské letiště                        |
| Plzeň-Bory        | LKPB |      | Plzeňský        | ~355 m n. m.    | 49°43′41″ s. š., 13°19′58″ v. d. |                                         |
| Tábor-Všechov     | LKTV |      | Jihočeský       | 492 m n. m.     | 49°26′15″ s. š., 14°37′18″ v. d. | vojenské letiště                        |
| Vyškov            |      |      | Jihomoravský    | ~270 m n. m.    | 49°17′56″ s. š., 17°1′35″ v. d.  | vojenské letiště, letištní úsek dálnice |
| Žatec-Staňkovice  | LKZC |      | Ústecký         | ~275 m n. m.    | 50°22′18″ s. š., 13°35′21″ v. d. | vojenské letiště                        |

## Nedokončená letiště
| Letiště  | Kraj     | Souřadnice                       | Poznámky                                |
| -------- | -------- | -------------------------------- | --------------------------------------- |
| Rokycany | Plzeňský | 49°45′20″ s. š., 13°36′12″ v. d. | vojenské letiště, letištní úsek dálnice |